# Рошон, Лела
Ле́ла Ро́шон Стейплс (англ. Lela Rochon Staples; 17 апреля 1964, Лос-Анджелес, Калифорния) — американская актриса, наиболее известная благодаря одной из главных ролей в фильме «В ожидании выдоха» (1995). Также у неё были основные роли в фильмах «Камера» (1996), «Преступные связи» (1997), «Взрыватель» (1998) и «Почему дураки влюбляются» (1998).

## Биография
Рошон Стейплс родилась в Лос-Анджелесе, штат Калифорния, в семье бизнесмена Сэмюэля Стейплса и медсестры Зельмы Стейплс. Она окончила «Cerritos High School» и «California State University, Dominguez Hills».
Рошон дебютировала в кино в 1984 году и в следующие несколько лет она появилась в таких известных телесериалов как «Шоу Косби», «227» и «Принц из Беверли-Хиллз». Её первая главная роль была в фильме 1986 года «Ловушка для лис», после чего она брала на себя меньшие роли в комедиях «Ночи Гарлема» и «Бумеранг» с Эдди Мёрфи. В 1995 году она снималась на регулярной основе в первом сезоне ситкома The WB «Братья Уэйэнсы».
В 1995 году Рошон снялась наравне с Уитни Хьюстон, Анджелой Бассетт и Лореттой Дивайн в очень успешной киноадаптации романа Терри Макмиллан «В ожидании выдоха». Роль принесла ей номинации на MTV Movie Award за лучший прорыв года и NAACP Image Award. Позже журнал People включил её в свой список «Пятидесяти самых красивых людей мира». В последующие несколько лет Рошон имела роли в фильмах «Камера» (1996), «Преступные связи» (1997), «Взрыватель» (1998), «Большое дело» (1998), «Почему дураки влюбляются» (1998) и «Каждое воскресенье» (1999). В 2001 году она вернулась на телевидение с ролью в сериале Lifetime «Женская бригада». Рошон покинула шоу после одного сезона и в последующие годы спорадически появлялась на экране с ролями в независимых фильмах.

## Личная жизнь
В 1982—1987 года Рошон была замужем за актёром и танцором Шабба-Ду. С 1999 года она замужем за режиссёром Антуаном Фукуа. У супругов есть двое детей — дочь Азия Рошон Фукуа (род. 28.07.2002) и сын Брандо Фукуа (род. в мае 2004).